# Centro internazionale di insegnamento bahai

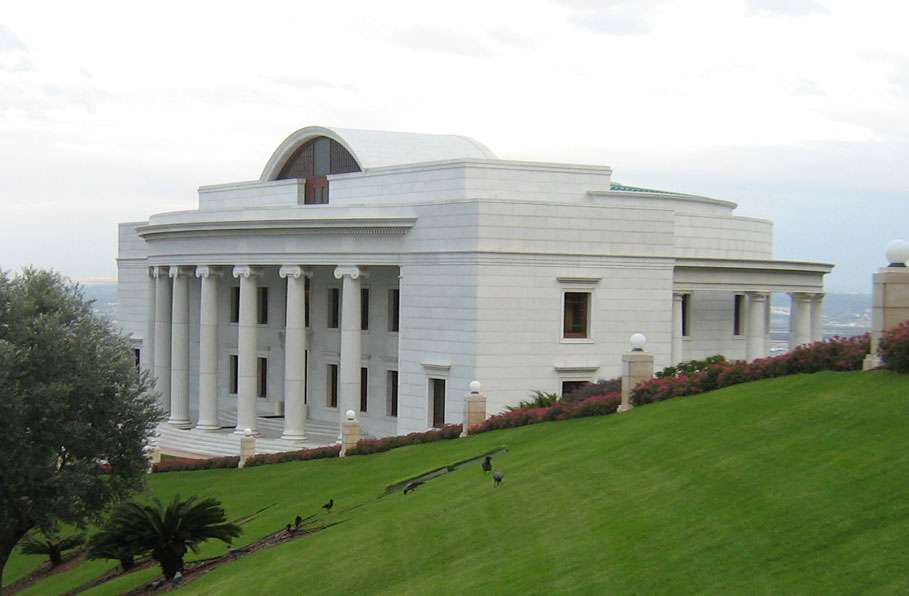
Centro Internazionale di Insegnamento, Haifa

Il Centro Internazionale di Insegnamento bahai, spesso indicato con la sigla inglese ITC, International Teaching Centre, si trova sull'Arco Bahai ad Haifa, in Israele.
La sua funzione è d'aiutare e coordinare i membri del Consiglio Continentale bahai e assistere la Casa Universale di Giustizia per ciò che riguarda gli insegnamenti della Fede bahai.
Il Centro Internazionale d'Insegnamento oltre alle funzioni di stimolo e coordinamento svolge anche quella di interfaccia tra la Casa di Giustizia e i Consiglieri Continentali.
La mansione del Centro di Insegnamento è affidata ad un Consiglio di nove membri nominati dalla Casa Universale di Giustizia.
L'edificio che ospita il Centro Internazionale d'Insegnamento è stato progettato dall'Architetto Hossein Amanat ed è stato completato nel 2001.